# Павлина Панова
Павлина Панова е български съдия, член на Конституционния съд на България (мандат 2018 – 2027 година). Първата жена, избрана за председател на КС.

## Биография
Павлина Стефанова Панова е родена на 12 февруари 1967 г. в Грамада, България. През 1992 г. завършва специалност „Право“ в Юридическия факултет на Софийски университет „Св. Климент Охридски“. Панова от 2004 г. е доктор по право, а от 2007 г. и магистър по право на Европейския съюз.
От 1992 г. до 1994 г. е прокурор в Софийска районна прокуратура. Между 1994 и 1998 г. е съдия в Софийски районен съд. В периода 1998 — 2001 г. е съдия в Софийски градски съд. От същата година до 2007 г. е съдия в Софийски апелативен съд.
От 2007 до 2018 г. е съдия във Върховен касационен съд (наказателна колегия). Панова е заместник-председател на съда и ръководител на наказателната колегия между 2013 и 2018 година. От 2009 г. е съдия ad hoc в Европейски съд по правата на човека.
През 2014 г. е кандидат за председател на ВКС. Висшият съдебен съвет избира Лозан Панов.
През 2018 г. Общото събрание на съдиите от Върховен касационен съд и Върховен административен съд избира Панова за член на Конституционния съд на България (мандат 2018 – 2027 година).
На 16 ноември 2021 г. членовете на Конституционния съд избират Панова за председател на съда (мандат 2021 – 2024 година). С това решение Панова става първата избрана жена председател на КС. Първата жена председател на съда е Цанка Цанкова (съдия с мандат 2009 – 2018 година), която между ноември 2012 и март 2013 изпълнява временно длъжността.
На 15 ноември 2024 г. е преизбрана от членовете на КС за председател (мандат 2024 – 2027 година).